# سیارک ۱۰۵۹۶
سیارک ۱۰۵۹۶ (به انگلیسی: 10596 Stevensimpson، نامگذاری:1996TS) ده هزار و پانصد و نود و ششمین سیارک کشف شده‌است که در ۴ اکتبر ۱۹۹۶ کشف شد.